# Nehir Erdoğan
Nehir Erdoğan (* 16. Juni 1980 in Izmir) ist eine türkische Schauspielerin.

## Leben und Karriere
Erdoğan wurde am 16. Juni 1980 in Izmir geboren. Sie studierte an der Marmara Üniversitesi. Ihr Debüt gab sie 2003 in der Fernsehserie Koçum Benim. 2004 bekam sie in der Serie Yabancı Damat die Hauptrolle. Ihre nächste Hauptrolle bekam sie in Son. Unter anderem spielte sie in dem Film Hababam Sınıfı Merhaba mit. Anschließend trat sie in dem Film Okul auf. Von 2014 bis 2017 war sie mit Ahmet Sesigürgil verheiratet. 2023 spielte sie in der Serie Yasak Elma die Hauptrolle.

## Filmografie (Auswahl)
Filme
- 2003: Hababam Sınıfı Merhaba
- 2004: Okul
- 2008: Meleğin Sırları
- 2014: Silsile

Serien
- 2003: Koçum Benim
- 2003: Estağfurullah Yokuşu
- 2004–2008: Yabancı Damat
- 2007–2008: Tatlı Bela Fadime
- 2008: Ay Işığı: Avukatlar
- 2009–2010: Aşk Bir Hayal
- 2012: Son
- 2014: Reaksiyon
- 2017: Fi
- 2018–2019: İkizler Memo-Can
- 2019–2021: Benim Adım Melek
- 2021: Sana Söz
- 2023: Yasak Elma